# 东格阿尔加奥恩
东格阿尔加奥恩（Dongargaon），是印度恰蒂斯加尔邦Rajnandgaon县的一个城镇。总人口11571（2001年）。

## 人口
该地2001年总人口11571人，其中男性5914人，女性5657人；0—6岁人口1655人，其中男876人，女779人；识字率71.51%，其中男性为78.27%，女性为64.45%。